# Éric Despezelle
Éric Despezelle (Tours, 28 de diciembre de 1974) es un deportista francés que compitió en judo. Ganó una medalla de plata en el Campeonato Europeo de Judo de 2000, en la categoría de –60 kg.

## Palmarés internacional
| Campeonato Europeo | Campeonato Europeo  | Campeonato Europeo | Campeonato Europeo |
| Año                | Lugar               | Medalla            | Categoría          |
| ------------------ | ------------------- | ------------------ | ------------------ |
| 2000               | Breslavia (Polonia) | Medalla de plata   | –60 kg             |